# ITunes Live from SoHo (Adele)
ITunes Live from SoHo è il primo EP della cantante inglese Adele.

## Tracce
1. Crazy for You – 4:35
2. Right As Rain – 3:42
3. Make You Feel My Love – 4:13
4. Melt My Heart to Stone – 3:22
5. Hometown Glory – 3:57
6. Chasing Pavements – 3:47
7. Fool That I Am – 2:30
8. That's It, I Quit, I'm Moving On – 2:23